# Burgmagerbein
Burgmagerbein ist ein kleiner landwirtschaftlich geprägter Ortsteil des Marktes Bissingen im Landkreis Dillingen an der Donau an der Grenze zum Landkreis Donau-Ries. 
Bissingen liegt im Regierungsbezirk Schwaben in Bayern.

## Geschichte
Das Dorf Burgmagerbein liegt 3,5 km nordwestlich von Bissingen an dem linksseitigen Talhang im Kesseltal und an der vom Donautal ins Ries führenden Durchgangsstraße, der Staatsstraße 2221. Älteste Bodenfunde aus dem Bereich der Gemarkung entstammen bronzezeitlichen Grabhügeln, in denen sich auch hallstattzeitliche und keltische Nachbestattungen befanden.
Der Name Magerbein wurde schon erstmals 1139 urkundlich erwähnt. Eine Erklärung des Ortsnamens kann nur schwer gegeben werden, möglicherweise deutet er auf eine vorchristliche, heidnisch-germanische Kultstätte hin. 
Im Kesseltal liegen drei Orte mit dem Namen Magerbein eng beisammen, von denen Untermagerbein Landkreis Donau-Ries das älteste und Obermagerbein das jüngste sein dürfte. 
Der Name Burgmagerbein tauchte 1365 erstmals auf und weist durch sein Unterscheidungswort auf die Burg Magerbein der vom 12. Jahrhundert bis zum Jahre 1365 urkundlich genannten Herren von Magerbein hin; von der Burg, die 1366 von einem Ott Büffel von Magerbein an die Herren von Stain (Diemantstein) veräußert wurde, sind keine Reste vorhanden.
In Burgmagerbein stand ehemals eine Marthakapelle. Die heutige Dorfkapelle ist jüngeren Alters.
Der rund 1,5 km nordöstlich von Burgmagerbein auf der Jurahochfläche gelegene Reimertshof wurde 1240 erstmals als „Rumoldeshoven“ genannt. Der Name bedeutet so viel wie zu den Höfen eines Rumold.
Wie Burgmagerbein gehörte auch der Einödhof ursprünglich zur Pfarrei Untermagerbein, wurde 1557 nach Mönchsdeggingen und 1851 nach Stillnau umgepfarrt. 
Einen Kilometer ostnordöstlich von Burgmagerbein liegt gleichfalls auf den Jurahöhen der Leitenhof. Er wurde erstmals 1584 als „Leitten“ genannt, was so viel bedeutet wie (Siedlung an einem) Berghang. Der Hof war damals schon abgegangen und wurde erst 1706 wieder aufgebaut. 
Abgegangen ist in der gleichen Gegend auch der Herhof, der nur auf einer ziemlich genauen Karte der Grafschaft Oettingen von 1716 eingetragen ist. Der Name ist wohl als Hof an einem Heerweg oder an einer Heerstraße zu deuten, womit häufig ältere Verkehrswege bezeichnet wurden. Über seine Geschichte ist nichts bekannt.
Wohl im Kesseltal gelegen, ist bei Unter- oder Burgmagerbein ein weiterer Ort, Isenbrechtshofen, abgegangen, was so viel bedeutet wie ‚zu den Höfen eines Isenbrecht‘. Bei der einzigen Nennung des Ortsnamens im Jahre 1365 war der Ort schon verschwunden.
Am 1. Juli 1971 wurde Burgmagerbein in den Markt Bissingen eingegliedert.